# セルソ・スコヴ・ダ・フォンセカ連邦技術教育センター
南緯22度54分43秒 西経43度13分28秒 / 南緯22.91205度 西経43.22452度
セルソ・スコヴ・ダ・フォンセカ連邦技術教育センター (CEFET/RJ, ポルトガル語: Centro Federal de Educação Tecnológica Celso Suckow da Fonseca) はブラジルのリオデジャネイロ州に存在する、ブラジル連邦政府による公立の工科大学。
この大学はブラジルの教育省に属する最も伝統的なブラジルの連邦教育機関のひとつであり、学部教育及び大学院の教育コースに加え、技術高校卒業後を見据えたコースが設置されている。この学校の教育は機械工学、情報技術、電子工学、電気通信、冶金、石油化学、電気の分野へと焦点が当てられている。
マルチキャンパスの本部はリオデジャネイロ市マラカナ地区に位置し、それに加え、リオデジャネイロ市郊外のマリア・デ・グラサ (Maria da Graça) やリオデジャネイロ市の北に位置するノヴァ・イグアスのキャンパスの他、リオデジャネイロ州内にいくつかのキャンパスが存在する。